# Scott Henderson (gitarist)

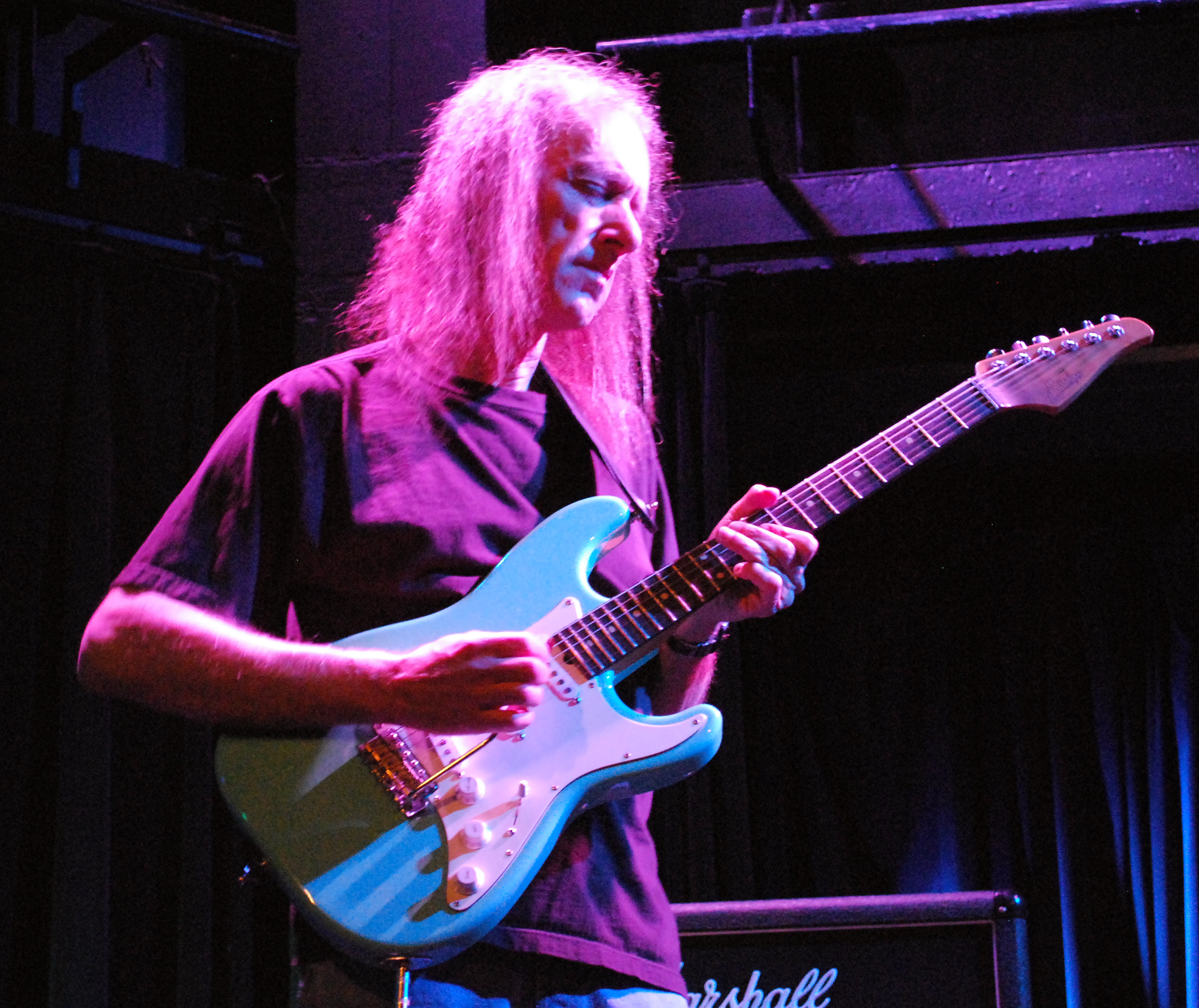
Scott Henderson (2010)

Scott Henderson (West Palm Beach Florida, 26 augustus 1954), is een fusion- en blues-gitarist. Hij is het best bekend door zijn werk met de groep Tribal Tech.

## Het begin
Henderson groeide op in South Florida en begon op jeugdige leeftijd gitaar te spelen. In zijn jonge jaren luisterde hij veel naar rock, blues, funk en soul. Zijn interesse in jazz ontwikkelde zich iets later toen hij de muziek van John Coltrane, Miles Davis en anderen ontdekte.
Nadat hij afgestudeerd was aan de Florida Atlantic University verhuisde Henderson naar Los Angeles en startte een serieuze carrière door te spelen en platen te maken met de violist Jean-Luc Ponty, de bassist Jeff Berlin plus gasten en met Joe Zawinul van Weather Report. Zijn eerste echte erkenning als een oorspronkelijk kunstenaar ondervond hij toen hij speelde in de Chick Corea Elektric Band.

## Tribal Tech
Henderson formeerde in 1984 samen met de bassist Gary Willis de groep Tribal Tech. Henderson toerde en nam platen op met deze band tot deze uiteen viel in het jaar 2000, kort na het album Rocket Science. In deze periode profileerde hij zich als een van de meest vooraanstaande moderne jazz/fusiongitaristen. In 1991 stond hij nummer één op de lijst van jazzgitaristen van Guitar World magazine en in januari 1992 werd hij door de lezers van Guitar Player magazine uitverkozen tot jazzgitarist van het jaar.

## Recente opnamen
De laatste jaren is Henderson teruggekeerd naar zijn blues-roots. Hij bracht het kritisch ontvangen album Dog Party uit in 1994, gevolgd door Tore Down House in 1997 en Well to the Bone in 2002. Zijn jongste soloalbum, Scott Henderson Live, uit 2005 gaat op deze ingeslagen weg voort en ontwikkelde zich ook in de richting van funk/jazz fusion. Henderson heeft herhaaldelijk beklemtoond dat hij het liefst speelt in bands zonder keyboardspeler om zo veel mogelijk kanten van de elektrische gitaar te kunnen ontdekken en vertonen.
Henderson is ook lid van de fusionband Vital Tech Tones met Victor Wooten en Steve Smith, die in 2006 twee cd's uitbracht. Daarnaast verscheen hij als gast op een aantal cd's, zoals Scott Kinseys cd Kinesthetics, Amber Whitlocks The Colours of Life, en Rob Whitlocks Sketchin' en Sketchin' 2.

## Trivia
- Scott Henderson geeft les aan het Guitar Institute of Technology, dat onderdeel is van het Musicians Institute in Hollywood, Californië. Hij heeft twee instructieve video's uitgebracht.

## Discografie
Met Tribal Tech:
- 1985 Spears
- 1987 Dr. Hee
- 1990 Nomad
- 1991 Tribal Tech
- 1992 Illicit
- 1993 Face First
- 1994 Primal Tracks
- 1995 Reality Check
- 1999 Thick
- 2000 Rocket Science
- 2012 X

Met Vital Tech Tones (Scott Henderson, Victor Wooten en Steve Smith)
- 1998 Vital Tech Tones
- 2000 VTT 2

Solo:
- 1994 Dog Party
- 1997 Tore Down House
- 2002 Well to the Bone
- 2005 Live!

Overige:
- 1985 Fables Jean-Luc Ponty
- 1985 Champion Jeff Berlin
- 1986 The Chick Corea Elektric Band Chick Corea
- 1987 Players Jeff Berlin met T. Lavitz en Steve Smith
- 1988 The Immigrants The Zawinul Syndicate
- 1989 Black Water The Zawinul Syndicate
- 1994 Tom Coster The Forbidden Zone
- 1995 Riccardo Ballerini Riccardo Ballerini
- 1995 I've Known Rivers Billy Childs
- 1997 Just Add Water Virgil Donati
- 1999 Crossroads Jeff Berlin
- 2007 Kinesthetics Scott Kinsey